# Ion Dumitru
Ion Dumitru (* 2. ledna 1950, Bukurešť) je bývalý rumunský fotbalista a trenér.
Hrál na postu záložníka za Rapid Bucureşti, Steauu Bucureşti a Politehnicu Timişoara. Hrál na MS 1970.

## Hráčská kariéra
Ion Dumitru hrál na postu záložníka za Rapid Bucureşti, Steauu Bucureşti, Politehnicu Timişoara, Universitateu Craiova a CFR Timişoara.
Za Rumunsko hrál 57 zápasů a dal 12 gólů. Hrál na MS 1970.

## Trenérská kariéra
Dumitru trénoval mnoho klubů.

## Úspěchy

### Hráč
Rapid Bucureşti
- Cupa României: 1971–72

Steaua București
- Liga I: 1975–76, 1977–78
- Cupa României: 1975–76, 1978–79

Universitatea Craiova
- Cupa României: 1982–83

Individuální
- Rumunský fotbalista roku: 1973, 1975

### Trenér
Al-Jaish
- Syrská liga: 1999